# 2006
2006. је била проста година.

## Догађаји

### Јануар
- 8. јануар — У Турској је 14 лица заражено вирусом птичијег грипа Х5Н1.
- 11. јануар — Вулкан Аугустин на Аљасци еруптирао два пута, што је прва његова ерупција од јануара 1986.
- 12. јануар — У стампеду, за време ритуалног каменовања ђавола задњег дана хаџа на Мини, Саудијска Арабија, погинула 362 ходочасника.
- 19. јануар — У паду словачког војног авиона Антонов Ан-24 у Мађарској на лету са Косова и Метохије 42 мртвих.
  - НАСА лансирала најбржу свемирску летелицу у оквиру мисије Нови хоризонти, што је прва мисија посвећена Плутону.
- 21. јануар — Умро лидер косовских Албанаца Ибрахим Ругова.
- 22. јануар — Поларна зима у Москви однела је још 5 живота - број умрлих од последица смрзавања се попео на 130.
- 23. јануар — У железничкој несрећи у Црној Гори, 46 лица је погинуло и 130 повређено када је локални путнички воз који је саобраћао између Бијелог Поља и Подгорице исклизнуо из шина у месту Биоче.
- 24. јануар — На парламентарним изборима у Канади победила Конзервативна партија (На челу са Стивеном Харпером) након 12 година власти либерала.
- 25. јануар — Одржани избори за Палестинско законодавно веће.
- 26. јануар — Пронађена најмања планета, ОГЛЕ-2005-БЛГ-390Лб, слична Земљи ван Сунчевог система
- 28. јануар — Урушавање крова у Катовицама 2006., број мртвих је 67, а рањених преко 170
- јануар - Талас хладноће у Европи 2006.
- 31. јануар — Веће Европске уније у Бриселу именовало Кристијана Шварц-Шилинга за специјалног представника Европске уније за Босну и Херцеговину
  - Криза између Данске и арапских земаља се наставља због објављених 12 цртежа Мухамеда.

### Фебруар
- 3. фебруар
  - Египатски путнички брод „Ал Салам 98" је током ноћи потонуо у Црвеном мору. На броду се налазило преко 1400 особа.
- 4. фебруар —
  - Неколико хиљада људи, огорчени због објављивања карикатура Мухамеда у данским новинама, спалили су амбасаде Данске и Норвешке у Дамаску, Сирији.
  - Отворене 20. Зимске олимпијске игре у италијанском граду Торину. До 26. фебруара такмичило се око две и по хиљаде спортиста из 80 земаља.
- 5. фебруар
  - Иран одлучио да забрани приступ својим нуклеарним постројењима тимовима Међународна агенција за нуклеарну енергију.
  - Репрезентација Француске постала је нови европски првак у рукомету.
- 8. фебруар —
  - Египатско врховно веће за антиквитете потврдило је откриће нове гробнице у Долини краљева. То је прво откриће гробнице на овој локацији још од 1922. године.
- 9. фебруар

- 10. фебруар —
  - Фатмир Сејдију изабран је за новог председника Косова.
  - Свечаном церемонијом у Торину су отворене 20. Зимске олимпијске игре.
- 12. фебруар
  - Краљевска гробница, која датира из 200-300. године п. н. е. откривена у Пелау, Грчка. То је највећа гробница нађена у Грчкој досада.
- 17. фебруар — Велики одрон земљишта у филипинској покрајини Јужни Лејте је усмртила више од 1000 особа.
- 20. фебруар — У Бечу су почели преговори српских и косовских власти о будућем статусу Косова.
- 22. фебруар
  - Јапанска свемирска агенција лансирала у орбиту сателит који ће мапирати небо користећи филтере са инфрацрвеним таласним дужинама.
  - У пљачки банке у Великој Британији однесено најмање 25 милиона фунти, а могуће да ће се износ попети и до 40 милиона фунти.
  - Џамија Ал Аскари у Ирачком граду Самари делимично оштећена у експлозији подметнуте бомбе.
- 23. фебруар
  - Преко 100 особа погинуло у Ираку у насиљу које је уследило након постављања бомбе у џамију Ал Аскари.
  - Преко педесет особа погинуло у Москви у несрећи када се урушио кров пијаце. Зграду пијаце пројектовао је исти архитекта који је пројектовао и Трансвал Вотер Парк који се урушио 2004. када је погинуло 28 особа.
- 24. фебруар — На Монтевизији 2006. победио је Стеван Феди са песмом Ципеле.
- 26. фебруар — На Олимпијском стадиону у Торину у недељу су службено затворене 20. Зимске олимпијске игре.
- 27. фебруар — Пред Међународним судом правде у Хагу почела расправа по тужби БиХ против Србије и Црне Горе за агресију и геноцид.
- 28. фебруар — У Црној Гори постигнут је споразум да се референдум о одвајању од Србије одржи 21. маја 2006.

### Март
- 2. март — Нова Влада Републике Српске са Милорадом Додиком на челу преузела дужност.
- 6. март —
  - Бивши председник РС Крајине Милан Бабић починио самоубиство у притворској јединици Хашког трибунала.
  - Владика врањски Пахомије Гачић ослобођен оптужбе за противприродни блуд над малолетним дечацима.
  - На 78. додели Оскара награду Најбољи филм добио филм Фатална несрећа (Crash).
- 9. март — Птичји грип: Лабуд код Бачког Моноштора (код Сомбора) био заражен смртоносним вирусом Х5Н1.
- 10. март —
  - Агим Чеку је нови премијер Косова и Метохије.
  - У близини Подгорице заустављен шлепер са 1000 калашњикова
  - На Беовизији 2006. победили Фламингоси и Луис.
- 11. март —
  - У Схевенингену у својој 64. години преминуо бивши председник Југославије Слободан Милошевић. више информација...
  - Састав Но нејм победио на Европесми-Европјесми 2006. са песмом „Моја љубави“ након изражено подељеног гласања жирија. Хаос у Сава центру.
- 13. март — Председник Србије Борис Тадић изјавио да је Хашки трибунал одговоран за смрт Слободана Милошевића.
- 14. март — Није изабран представник Србије и Црне Горе на такмичењу за Песму Евровизије, саопштио УЈРТ.
- 15. март — Тело Слободана Милошевића допремљено у Београд.
- 16. март —
  - Председник Црне Горе Филип Вујановић изјавио да је преузео врховну команду над свим родовима Војске Србије и Црне Горе на територији Црне Горе. Тадић и Станковић оспорили овај потез, Влада Србије затражила објашњење од Маровића. више информација...
  - Београд проглашен за „Град будућности јужне Европе” у такмичењу Фајненшл тајмса.
- 18. март — Слободан Милошевић сахрањен у Пожаревцу. опширније
- 19. март — Александар Лукашенко поновно победио на председничким изборима у Белорусији. опширније
- 20. март — Србија и Црна Гора се званично повукла са Песме Евровизије 2006.
- 22. март —
  - Југозападну Србију погодио земљотрес јачине 4,5 степени Рихтерове скале. опширније
  - Поплаве, клизишта и одрони угрожавају бројна насеља и путеве у Србији. Најтежа је ситуација на подручју Богдања. На територији општине Трстеник проглашено је стање елементарне непогоде. опширније
- 23. март — Објављен аматерски снимак како четири члана ДПС-а покушавају да поткупе једног гласача да на референдуму гласа за независност Црне Горе. опширније
- 25. март — Преминуо српски глумац Данило Лазовић.
- 29. март — Десило се делимично помрачење Сунца у Србији. У деловима Азије и Африке — потпуно.

### Април
- 6. април —
  - Словенија одбацила оптужбе за ратне злочине 1991. године, на граничном прелазу Холмец према Аустрији, иако је објављен снимак у којем словеначки војници убијају војнике ЈНА који су се предали. даље...
- 8. април —
  - Амерички конгресмен Џорџ Војнович изјавио да се "Београд припреми за независност Косова".
  - У Новом Саду одлучено је да се отпочне са прављењем спискова добровољаца који ће се укључити у одбрану града од евентуалног изливања Дунава.
- 9 и 10. април —
  - На италијанским парламентарним изборима странке умерене левице Романа Продија победила коалицију под вођством премијера Берлусконија.
- 12. април — Ниво Дунава код Земунског кеја достиже 760 cm. Приобаље је поплављено а вода је стигла до саме ивице кеја. У Београду је данас пало 35 литара кише по метру квадратном.
- 20. април — Судско Веће Специјалног суда укинуло је притвор судији Врховног суда Србије Љубомиру Вучковићу оптуженог за примање мита.
- 25. април — Тужилаштво за ратне злочине Србије је подигло оптужницу против осам особа за убиство 48 цивила у Сувој Реци, на Космету, 26. марта 1999. године.

### Мај
- 3. мај —
  - Земљотрес јачине 7,8 према рихт. скали погодио је Краљевину Тонга, у Океанији.
  - Мирољуб Лабус поднео је оставку због прекида преговора са ЕУ.
  - Европска комисија је одложила преговоре о приближавању СЦГ ЕУ због изостанка предаје Младића Хашком трибуналу. Дел Понте рекла је да се пре 10 дана знало где је Младић.
  - Оптужбе БиХ су карикатурална интерпретација Конвенције о спречавању и кажњавању геноцида, изјавио заступник СЦГ Ијан Браунли.
- 5. мај — Угашен је Трећи канал РТС (РТС 3К).
- 10. мај —
  - Ђорђо Наполитано нови председник Италије.
  - ФК Црвена звезда у финалу Купа СЦГ победила ОФК Београд.
- 11. мај —
  - Патријарх Павле поручио у писму председнику Маровићу да није у могућности да га прими и недвосмислено се заложио за очување државне заједнице Србије и Црне Горе.
  - Влада бивше РСК у егзилу ће покренути тужбу пред Међународним судом правде у Хагу против Хрватске за геноцид над Србима од 1990. до 1995. год.
- 14. мај — Министар унутрашњих послова Републике Српске потврдио да се спрема атентат на Милорада Додика.
- 15. мај —
  - У току је изборна тишина пред референдум о самосталности Црне Горе који се одржава 21. маја. опширније
  - Селектор фудбалске репрезентације СЦГ Илија Петковић саопштио коначан списак играча за СП у Немачкој.
- 20. мај — Хард рок састав Лорди победио на Песми Евровизије 2006.
- 21. мај — Грађани Црне Горе на референдуму одлучили о иступању Црне Горе из Државне Заједнице Србија и Црна Гора.
- 25. мај — Блок за заједничку државу Србију и Црну Гору поднео је 241 приговор општинским референдумским комисијама на 187 бирачких места, са око 120.000 гласача.
- 26. мај —
  - Најмање 4.611 људи је погинуло а око 20.000 је повређено у земљотресу који је погодио индонежанско острво Јава.
  - Амбасадор СЦГ у Португалу, Душан Ковачевић, подржао позив Александра Карађорђевића да се у Србији успостави парламентарна монархија.

### Јун
- 3. јун — Након званичног проглашења независности Црне Горе званично је укинута Државна Заједница Србија и Црна Гора.
- 5. јун — Отпочело повлачење регрута из Црне Горе
- 7. јун — Абу Мусаб ел Заркави, вођа Ал Каиде у Ираку, је убијен када је Америчко ваздухопловство бомбардовало његово скровиште код Бакубе.
- 9. јун —
  - У Немачкој почело 18. СП у фудбалу утакмицом репрезентација Немачке и Костарике.
  - Српски тенисер Ненад Зимоњић је са Словенком Катарином Серботник освојио финале у мешовитом дублу на Ролан Гаросу.
  - Пред седиштем УН у Њујорку завијорила Застава Србије, званичне следбенице СЦГ.
- 17. јун — Светлана Цеца Ражнатовић, издаје албум Идеално лоша и одржава концерт у виду промоције албума Идеално лоша на Ушћу у Београду пред 150.000 фанова.
- 18. јун — На референдуму у Каталонији 75% бирача подржало нови статут који би је одредио као засебну нацију унутар Шпаније са широком самоуправом.
- 26. јун —
  - У Лондону је данас почео Вимблдон, трећи тениски гренд слем турнир у години. Турнир ће трајати две недеље.
  - Чарлс Тејлор, бивши председник Либерије, напушта Сијера Леоне, на суђење за људска права у Хагу.
- 27. јун —
  - Хашки трибунал осудио Насера Орића на две година затвора и пустио га на слободу.
  - Израелски авиони бомбардовали Појас Газе. Опширније на Израелско-арапски конфликт

### Јул
- 4. јул — У трећем колу на трећем гренд слем турниру у години, на Вимблдону, српска тенисерка Јелена Јанковић победила актуелну шампионку Винус Вилијамс, резултатом 710-68, 4-6, 6-4.
- 8. јул — Ненад Зимоњић и Фабрис Санторо заузели друго место у мушком дублу на овогодишњем Вимблдону.
- 9. јул — У парку поред Нијагариних водопада откривен је споменик у част Николе Тесле.
- 10. јул —
  - Фудбалска репрезентација Италије постала је нови првак света у фудбалу после бољег избођења једанаестераца од Француске.
  - У Ингушетији убијен Шамил Басајев, вођа чеченских терориста.
- 21. јул — Хавијер Клементе постао нови селектор српске фудбалске репрезентације.
- 26. јул — Грчки истраживачи пронашли добро очувану лобању примата, сродника мајмуна, стару око 5 милиона година.
- 30. јул — Израелско-либански сукоб: преко 60 људи је убијено од последица напада израелске војске на јужнолибанско село Кана.
- 31. јул — Мобилног оператера у Србији Моби 63 купио норвешки Теленор за милијарду и 513 милиона евра.

### Август
- 8. август —
  - Лондонска полиција спречила терористичке експолозије на аеродрому Хитроу.
  - Прети ерупција вулкана Мајона на Филипинима; више од 30.000 људи евакуисано.
- 12. август —
  - Оливера Јевтић освојила је сребрну медаљу у маратону на Европском првенству у атлетици у Гетеборгу.
  - Санда Рашковић Ивић изјавила да је Србија спремна на поделу Косова и Метохије.
  - Савет безбедности УН једногласно усвојио резолуцију 1701 која захтева прекид ватре између Израела и Хезболаха и предвиђа по 15.000 војника УН и Либана да надгледају мир.
- 14. август — Уједињене нације су склопиле примирје у Либанском рату између Хезболаха и Израела.
- 22. август — У паду авиона Тупољев Ту-154 изнад источне Украјине погинуло је свих 170 путника у њему.
- 24. август — Међународна астрономска унија је редефинисала појам планета и рекласификовала Плутон као патуљасту планету пошто он није „очистио простор” око своје орбите.

### Септембар
- 3. септембар — Кошаркашка репрезентација Шпаније освојила титулу првака света.
- 4. септембар — Природњак Стив Ирвин погинуо од убода раже.
- 5. септембар — Јелена Јанковић изгубила у полуфиналу УС Опена од Жистин Енан Арден са 2:1(6:4,4:6,0:6).
- 9. септембар — Млађан Динкић изабран за председника Г17 плус.
- 10. септембар —
  - Ватерполо репрезентација Србије освојила је титулу шампиона Европе победивши репрезентацију Мађарске са 9:8 (2:4, 4:1, 2:3, 1:0).
  - Коалиција ДПС-СДП освојила апсолутну већину на парламентарним изборима у Црној Гори.
- 16. септембар — Први пут након обнове државности Србије, у суботу је испред здања Народне скупштине, Булеваром Краља Александра дефиловала Војска Србије при свечаној промоцији 126. и 127. класе питомаца Војне академије.
- 17. септембар — На референдуму који су организовале власти непризнате Придњестровске Молдавске Републике, 96 одсто грађана се изјаснило за „наставак инсистирања на независности и накнадно слободно прикључење Руској Федерацији“.
- 17. септембар — У Мађарској су избили масовни протести пошто је у јавност процурео говор премијера Ференца Ђурчања, у ком је признао да је Мађарска социјалистичка партија лагала пред изборе 2006.

- 18. септембар —
  - У демонстрацијама у Будимпешти повређено је 200 људи. Повод је снимак у ком премијер Ференц Ђурчањ признаје да је лагао.
  - Председник Скупштине Косова и Метохије Кољ Бериша прети побуном ако не дође до независности Косова и Метохије.
- 19. септембар — Тајландска краљевска војска је збацила владу премијера Тајланда Таксина Шинаватру док је он био у Њујорку на заседању Генералне скупштине.
  - У Клини четворо Срба повређено од бомбе убачене у стан.
- 20. септембар — Савет Европе припремио нацрт резолуције у којој се предлаже „условна независност“ за Косово и Метохију.
- 26. септембар — Румунија и Бугарска ће приступити Европској унији 1. јануара 2007, потврдила Европска комисија.
- 27. септембар — Хашки трибунал прогласио Момчила Крајишника кривим за ратне злочине у БиХ и осудио на 27 година затвора, али га је ослободио оптужбе за геноцид.
- 28. септембар — Фудбалски клуб Партизан пласирао се у Лигу УЕФА.
- 30. септембар — Народна Скупштина Републике Србије на посебној седници којој су присуствовали председник Републике Борис Тадић, премијер Војислав Коштуница и чланови Владе, једногласно усвојила предлог новог Устава Републике Србије.

### Октобар
- 1. октобар —
  - Представници Србије на Дечјој песми Евровизије 2006. у Букурешту ће бити састав „Неустрашиви учитељи страних језика“ из Александровца.
  - Чехиња Татјана Кухаржова победила на избору за Мис света 2006.
- 1. и 2. октобар —
  - У Босни и Херцеговини одржани општи избори. Нови чланови Председништва БиХ су Небојша Радмановић, Жељко Комшић и Харис Силајџић
  - У Републици Српској победила СНСД Милорада Додика, док су у Федерацији БиХ већину у парламенту освојиле странке СДА, Странка за БиХ и ХДЗ.
- 4. октобар — Жељко Штурановић биће нови мандатар за састав владе Црне Горе.
- 5-8. октобра — На београдском Ташмајдану одржава се изложба меда и пчеларства.
- 7. октобар — Фудбалска репрезентација Србије победила Белгију у 3. колу квалификација за европско првенство резултатом 1-0.
- 9. октобар — Северна Кореја извршила пробу атомског оружја.
- 10. октобар —
  - Млада фудбалска репрезентација Србије победила Шведску у гостима са 5:0 и обезбедила пролаз на ЕП 2007.
  - У мостарском насељу Јасеница погођена џамија ручним бацачем.

- 12. октобар —
  - Доњи дом француског парламента усвојио закон којим се негирање геноцида над Јерменима сматра кривичним делом. Званична Турска разјарена.
  - Турски писац Орхан Памук је добитник Нобелове награде за књижевност 2006.
  - Џорџ Буш се заложио за увођење оштрих санкција према НДР Кореји због нуклеарне пробе.
  - Најмање две особе су погинуле приликом удара малог авиона у вишеспратницу на Менхетну.
- 13. октобар — Бан Ки-Мун ће бити осми генерални секретар Уједињених нација.
- 14. октобар — Савет безбедности УН једногласно увео санкције Северној Кореји.
- 15. октобар — Владимир Крамник је први неоспорни светски шампион у шаху после 13 година, победивши Веселина Топалова са 6:6, 8½:7½ у „мечу уједињења“.
- 19. октобар —
  - У параћинском војном складишту десила се серија снажних експлозија. Лакше повређено неколико грађана.
  - Емир Кустурица биће одликован највећим француским признањем из области културе, орденом Витеза уметности и књижевности.
- 23. октобар — На локалним изборима у Љубљани са 63 одсто гласова победио Зоран Јанковић.
- 28. и 29. октобар — У Републици Србији се одржава дводневни референдум за потврђивање предлога новог устава.
- 30. октобар — На референдуму потврђен нови Устав Републике Србије.

### Новембар
- 2. новембар —
  - Александра Ковач добила МТВ европску музичку награду за најбоље регионално музичко дело.
  - Српска академија наука и уметности на изборној Скупштини од 112 кандидата изабрала нове чланове.
- 5. новембар — Садам Хусеин осуђен на смрт вешањем.
- 7. новембар — Демократска странка освојила већину у Представничком дому Конгреса САД; исход избора за Сенат и даље неизвестан.
- 8. новембар — Народна скупштина Републике Србије прогласила нови Устав Републике Србије. Седници присуствовао комплетни државни врх Србије, црквени великодостојници, као и страни гости.
- 10. новембар — Након што је парламент усвојио Уставни закон о спровођењу Устава, председник Републике Србије, Борис Тадић, расписао парламентарне изборе у Србији за 21. јануар 2007.
- 12. новембар —
  - Женска одбојкашка репрезентација СЦГ се пласирала у полуфинале Светског првенства 2006.
  - Избори у Србији биће одржани 21. јануара 2007.
  - Позориште Атеље 212 прославило 50 година постојања.
- 14. новембар — Компаније Делта М из Србије и Агрокор из Хрватске објавиле стварање стратешког партнерства.
- 17. новембар — У Панчеву појачано аерозагађење и концентрација бензена износи 16,3 микрограма по m³, а укупно редукованог сумпора 5,1 микрограм. Грађани протестују испред зграде Владе Србије.
- 23. новембар — Бивши руски обавештајац Александар Литвиненко је преминуо у Универзитетској болници у Лондону, највероватније услед последица тровања.
- 27-29. новембар — битка код града Малакал у јужном Судану трајала је до 29. новембра, погинуло 150 људи, рањено 400
- 29. новембар — НАТО на самиту у Риги одобрио улазак Србије, Босне и Херцеговине и Црне Горе у Партнерство за мир.
- 30. новембар — Жалбено веће Хашког трибунала осудило генерала ВРС Станислава Галића на доживотни затвор због гранатирања и опсаде Сарајева.

### Децембар
- 1. децембар — Најављен наставак снимања британске хумористичке серије „Мућке“.
- 5. децембар — Телеком Србија дао најбољу понуду за куповину 65 одсто државног капитала Телекома Српске.
- 9. децембар — Српски пливач Милорад Чавић освојио је златну медаљу у дисциплини 100 m делфин стилом на Европском првенству у Хелсинкију.
- 10. децембар — Бивши чилеански председник Аугусто Пиноче преминуо је у болници у Сантјагу, у 91. години, након срчаног удара.
- 14. децембар — Босна и Херцеговина, Србија и Црна Гора постале чланице НАТО програма Партнерство за мир.
- 19. децембар — Србија је постала чланица Средњоевропског споразума о слободној трговини (ЦЕФТА).
- 25. децембар — Певач, плесач и продуцент Џејмс Браун, зачетник фанк музике и, , кум соула преминуо у 74. години.
- 26. децембар — У експлозији нафтовода у Нигерији (на слици) погинуло 265 људи а на десетине је тешко повређено.
- 30. децембар — Вешањем погубљен бивши ирачки диктатор, Садам Хусеин. Протести европских и руских званичника, јер казна није преиначена у доживотну робију.

## Рођења

### Април
- 24. април — Урош Сремчевић, српски фудбалер[1]

### Август
- 11. август — Саво Дрезгић, српски кошаркаш[2]

### Новембар
- 2. новембар — Андреј Костић, српски кошаркаш[3]
- 30. новембар — Лазар Јовановић, српски фудбалер[4]

## Смрти

### Јануар
- 1. јануар — Драган Лукић, српски дечји писац. (*1928)[5]
- 2. јануар — Ђурђевка Чакаревић, оперска певачица. (*1923)[6]
- 21. јануар — Ибрахим Ругова, албански политичар. (*1944)
- 27. јануар — Јоханес Рау, бивши немачки председник.[7]
- 28. јануар — Душко Трифуновић, српски књижевник. (*1933)

### Фебруар
- 4. фебруар — Бети Фридан, америчка феминисткиња и политичка активисткиња. (*1921)
- 14. фебруар — Шошана Дамари, израелска певачица. (*1923)[8]
- 21. фебруар — Мирко Марјановић, бивши премијер Србије. (*1937)

### Март
- 5. март — Милан Бабић, српски политичар из Крајине. (*1956)[9]
- 11. март — Слободан Милошевић, бивши председник СР Југославије и Србије. (*1941)[10]
- 22. март — Пјер Клостерман, француски пилот. (1921)
- 25. март — Данило Лазовић, српски глумац. (*1951)[11]
- 27. март — Станислав Лем, пољски књижевник. (*1921)[12]

### Мај
- 3. мај — Карел Апел, холандски сликар. (*1921)
- 10. мај — Срђан Јаћимовић, српски композитор. (*1960)

### Јун
- 7. јун — Абу Мусаб ел Заркави, јордански терорист. (*1966)
- 27. јун — Бранислав Цига Јеринић, српски глумац. (*1932)[13]
- 28. јун — Слободан Јанковић, српски кошаркаш. (*1963)

### Јул
- 7. јул — Сид Барет, музичар групе Пинк Флојд. (*1946)[14]
- 10. јул — Шамил Басајев, чеченски терориста. (*1965)
- 13. јул — Драгомир Фелба, српски глумац. (*1921)[15]
- 15. јул — Младен Вранешевић, југословенски и српски музичар и глумац (*1947)[16]
- 30. јул — Мари Букчин, амерички филозоф и анархиста. (*1921)[17]

### Септембар
- 4. септембар — Стив Ирвин, аустралијски зоолог и телевизијска звезда. (*1962)
- 4. септембар — Петар Банићевић, српски позоришни глумац. (*1930)[18]
- 13. септембар — Чава Димитријевић, фудбалер Партизана. (* 1962)[19]

### Октобар
- 9. октобар — Рејмонд Нурда, амерички бизнисмен из рачунарства. (*1924)
- 15. октобар — Владислав Каћански, српски позоришни и филмски глумац. (*1950)[20]

### Новембар
- 5. новембар — Пјетро Рава, италијански фудбалер. (*1916)[21]
- 6. новембар — Радомир Рељић, српски сликар. (*1938)[22]
- 10. новембар — Вера Ацева, македонска политичарка и народни херој. (*1919)
- 17. новембар — Ференц Пушкаш, мађарски фудбалер и тренер. (*1927)
- 21. новембар — Ксенија Зечевић, српска музичарка. (*1956)[23]
- 23. новембар — Александар Литвињенко, руски обавештајац. (*1962)

### Децембар
- 25. децембар — Џејмс Браун, амерички певач, плесач и продуцент. (*1933)[24]
- 26. децембар — Џералд Форд, 38. председник САД[25]
- 30. децембар — Садам Хусеин, бивши ирачки диктатор.[26]

## Нобелове награде
- Физика — Џон Кронвел Медер, Џорџ Смут
- Хемија — Роџер Корнберг
- Медицина — Ендру Фајер, Крег Мело
- Књижевност — Орхан Памук
- Мир — Мухамед Јонус и банка Грамен
- Економија — Едмунд Фелпс